# Васильєв Степан Інокентійович
Степан Інокентійович Васильєв (1925, Тобуйський наслег, Верхньо-Вілюйський район — 25 січня 1960) — голова колгоспу імені Молотова Верхньо-Вілюйського району Якутської АРСР. Герой Соціалістичної Праці (1949). Депутат Верховної Ради СРСР 3-го скликання.

## Біографія
Народився в 1925 році в Тобуйському наслезі Верхньо-Вілюйського району. З 1942 року працював у місцевому колгоспі. З 1944 року служив у Червоній армії. З 1945 року завідував молочно-товарною фермою в колгоспі імені Молотова Верхньо-Вілюйського району. У 1947 році обраний головою цього ж колгоспу.
Вивів колгосп у число передових сільськогосподарських підприємств Верхньо-Вілюйського району. У 1948 році колгосп перевиконав план по тваринництву і конярству. Чисельність великої рогатої худоби зросла з 208 голів у 1947 році до 320 голів у 1949 році. Приділяв особливу увагу розвитку конярства в колгоспі. Для підвищення поголів'я коней колгосп спеціально заготовляв по 25 центнерів сіна для кожної жеребої кобили і по 15 центнерів сіна для кожного коня, в результаті чого підвищився приплід лошат. Якщо в 1946 році колгоспом отримано 25 лошат від 40 кобил, то в 1947 році колгосп виростив 54 лошати від 60 кобил. У 1947 році колгосп виростив 61 лоша від 61 кобили. Указом Президії Верховної Ради СРСР від 30 червня 1949 року за отримання високої продуктивності тваринництва в 1948 році удостоєний звання Героя Соціалістичної Праці з врученням ордена Леніна і золотої медалі «Серп і Молот».
У 1951 році закінчив Якутську сільськогосподарську школу по підготовці керівних кадрів колгоспів, після чого працював завідуючим відділом сільського господарства Верхньо-Вілюйського райкому. З 1954 року — заступник голови виконкому Верхньо-Вилюйської райради з 1958 року — на партійній посаді в райкомі партії.
Обирався депутатом Верховної Ради СРСР 3-го скликання від Верхньо-Вілюйського виборчого округу (1950-1954).
Помер у 1960 році.